# Undercover of the Night
Singles de The Rolling Stones
Time Is on My Side (live)
(1982) She Was Hot
(1984)
Undercover of the Night est une chanson du groupe de rock britannique The Rolling Stones parue d'abord en single le 1er novembre 1983, puis sur l'album Undercover six jours plus tard.

## Inspiration et enregistrement
Bien que signée Jagge/Richards, la chanson est en grande partie une composition de Mick Jagger. Le guitariste Keith Richards dit par la suite : Mick avait tout tracé sur cette chanson, je ne fais que jouer dessus." Mick déclare que la chanson "est fortement influencée" par le roman Cities of the Red Night de William S. Borroughs sur la répression politique et sexuelle, s'inspirant des évènements se déroulant au Chili et en Argentine. La chanson a probablement été écrite à Paris à la fin de 1982, où a lieu les premières sessions d'enregistrement de l'album.
En 2003, le guitariste Ronnie Wood a décrit l'écriture agitée comme "juste moi, Mick et Charlie [Watts]... [Nous] l'avons embarqué dans de merveilleuses aventures avec tous ces différents changements... Il y avait une super version percussive et acoustique, qui est le genre de chanson qu'elle devrait être. La version finale polie et glosée a peut-être été la vision de Mick de la chanson..."
Les paroles voient Jagger explorer la corruption politique alors en cours en Amérique centrale et du Sud :
« Tous les jeunes hommes, ils ont été arrêtés
Et envoyé dans des camps dans la jungle
Et les gens chuchotent, les gens ont un double discours
Autrefois, les pères fiers agissaient si humblement »
L'enregistrement de la chanson commence en janvier 1983 et se termine plus tard en été au Hit Factory à New York. Il y a deux versions enregistrées : une version inédite avec le bassiste du groupe Bill Wyman et la version publiée avec Robbie Shakespeare à la basse. La chanson comporte Sly Dunbar, Martin Ditcham, Moustapha Cisse et Brahms Coundoul sur divers types d'instruments de percussions, allant des bongos aux timbales. L'orgue est joué par Chuck Leavell, qui devint plus tard le pianiste d'accompagnement régulier des Rolling Stones.

## Parution et réception
Undercover of the Night est la première chanson de l'album Undercover à sortir en single le 1er novembre 1983, soit six jours avant l'album. Le single se vend bien à sa sortie, se classant à la 9e place aux États-Unis et à la 11e place au Royaume-Uni, bien que les propos violents dans les paroles expliquent le déclin rapide dans les classements. Mick Jagger donne son opinion de la chanson dans les notes de pochettes de la compilation Jump Back :
« Je pense que c'est vraiment bien mais ce n'était pas particulièrement réussi à l'époque parce que les chansons qui traitent ouvertement de politique n'ont jamais autant de succès, pour une raison quelconque. »
Toujours dans les notes de pochettes de Jump Back, Keith Richards donne également son opinion :
« Il y avait beaucoup plus de couches sur ce morceau, car nous enregistrions beaucoup plus séparément entre nous à ce moment-là. Mick et moi commencions à être à couteaux tirés. »
Un clip vidéo de la chanson a été tourné par Julien Temple à Mexico avec Mick Jagger jouant un détective aidant une femme (jouée par Elpidia Carrillo) à suivre les ravisseurs de son petit ami (également joué par Mick Jagger) dont le chef, joué par Keith Richards, finit par tirer sur Mick Jagger. Le clip est considéré comme trop violent pour MTV et celui-ci a été réédité pour pourvoir être diffusé (mais après 21h en raison des images violentes). Une version non censurée du clip apparait dans la compilation Video Rewind.
La chanson est jouée rarement en concert par le groupe depuis sa sortie, dont la dernière interprétation remonte à la tournée A Bigger Bang en 2006. Undercover of the Night apparait sur des albums de compilations, dont Forty Licks en 2002 et GRRR! en 2012.

## Personnel
- Mick Jagger : chant, guitare
- Keith Richards : guitare
- Ronnie Wood : guitare
- Charlie Watts : batterie
- Sly Dunbar, Martin Ditcham, Moustapha Cissé et Brahms Coundoul : percussions
- Robbie Shakespeare : basse
- Chuck Levell : orgue

## Classements
| Classements (1983–84)                  | Meilleure position |
| -------------------------------------- | ------------------ |
| Australie (Kent Music Report)          | 27                 |
| Autriche (Ö3 Austria Top 40)           | 19                 |
| Belgique (Flandre Ultratop 50 Singles) | 5                  |
| Canada (Top Singles)                   | 11                 |
| Finlande (Suomen Virallinen Lista)     | 19                 |
| France (Single Top 100)                | 26                 |
| Irlande (IRMA)                         | 10                 |
| Pays-Bas (Nederlandse Top 40)          | 5                  |
| Pays-Bas (Single Top 100)              | 4                  |
| Nouvelle-Zélande (RMNZ)                | 10                 |
| Norvège (VG-lista)                     | 8                  |
| Suède (Sverigetopplistan)              | 15                 |
| Suisse (Schweizer Hitparade)           | 18                 |
| Royaume-Uni (UK Singles Chart)         | 11                 |
| États-Unis (Hot 100)                   | 9                  |
| Allemagne (Media Control AG)           | 20                 |

| Classements (1983)           | Position |
| ---------------------------- | -------- |
| Belgique (Ultratop Flanders) | 85       |
| Pays-Bas (Dutch Top 40)      | 57       |
| Pays-Bas (Single Top 100)    | 55       |

| Classements (1984)           | Position |
| ---------------------------- | -------- |
| États-Unis Billboard Hot 100 | 93       |

## References
1. 1 2  « The Stones Go Undercover », sur uDiscover (consulté le 19 mai 2015)
2. ↑  David Kent, Australian Chart Book 1970–1992, St Ives, NSW, Australian Chart Book, 1993 (ISBN 0-646-11917-6)
3. ↑  (de) Austrian-charts.com – The Rolling Stones – Undercover of the Night. Ö3 Austria Top 40. Hung Medien.
4. ↑  (nl) Ultratop.be – The Rolling Stones – Undercover of the Night. Ultratop 50. Ultratop et Hung Medien / hitparade.ch.
5. ↑  (en) RPM Top Singles. RPM. Bibliothèque et Archives Canada.
6. ↑  (fi) Jake Nyman, Suomi soi 4: Suuri suomalainen listakirja, Helsinki, Tammi, 2005, 1st éd. (ISBN 951-31-2503-3), p. 240
7. ↑  « classement des singles - 25 décembre 1983 », sur tubesenfrance. com (consulté le 14 avril 2023).
8. ↑  (en) GfK Chart-Track. Irish Singles Chart. Irish Recorded Music Association.
9. ↑  (nl) The Rolling Stones – Top 40-artiesten. Nederlandse Top 40. Stichting Nederlandse Top 40.
10. ↑  (nl) Dutchcharts.nl – The Rolling Stones – Undercover of the Night. Single Top 100. Hung Medien.
11. ↑  (en) Charts.org.nz – The Rolling Stones – Undercover of the Night. RMNZ. Hung Medien.
12. ↑  (en) Norwegiancharts.com – The Rolling Stones – Undercover of the Night. VG-lista. Hung Medien.
13. ↑  (en) Swedishcharts.com – The Rolling Stones – Undercover of the Night. Singles Top 60. Hung Medien.
14. ↑  (en) Swisscharts.com – The Rolling Stones – Undercover of the Night. Schweizer Hitparade. Hung Medien.
15. ↑  (en) Archive Chart. UK Singles Chart. The Official Charts Company.
16. ↑  (en) The Rolling Stones - Chart history – Billboard. Billboard Hot 100. Prometheus Global Media.
17. ↑  (de) Musicline.de – The Rolling Stones. GfK Entertainment. PhonoNet GmbH.
18. ↑  « Jaaroverzichten 1983 », Ultratop (consulté le 29 juillet 2021)
19. ↑  « Top 100-Jaaroverzicht van 1983 », Dutch Top 40 (consulté le 29 juillet 2021)
20. ↑  « Jaaroverzichten – Single 1983 », sur dutchcharts.nl (consulté le 29 juillet 2021)
21. ↑  « Top 100 Hits for 1984 », Music Outfitters (consulté le 28 juillet 2017)